# Otice
Otice (en allemand : Ottendorf) est une commune du district d'Opava, dans la région de Moravie-Silésie, en République tchèque. Sa population s'élevait à 1 445 habitants en 2021.

## Géographie
Otice se trouve à 4 km au sud-ouest d'Opava, à 31 km à l'ouest-nord-ouest d'Ostrava et à 247 km à l’est de Prague.
La commune est limitée par Slavkov au nord-ouest, par Opava au nord-est, par Branka u Opavy à l'est et au sud, et par Uhlířov à l'ouest.

## Histoire
La première mention écrite de la localité date de 1318.

## Transports
Par la route, Otice se trouve à 5 km d'Opava, à 41 km d'Ostrava et à 321 km de Prague.